# Gephyromantis asper
A Gephyromantis asper   a kétéltűek (Amphibia) osztályába és  a békák (Anura) rendjébe aranybékafélék (Mantellidae) családjába tartozó faj. 

## Előfordulása
Madagaszkár endemikus faja. A sziget északi és keleti részén, a Tsaratanana integrált természetvédelmi területtől a Ranomafana Nemzeti Park, 300–1200 m-es tengerszint feletti magasságban honos.

## Megjelenése
Kis méretű békafaj. A hímek testhossza 27–30 mm, a nőstényeké 28–31 mm. Háti bőre erősen szem. Hátán általában jól kivehető, de gyakran nem folytonos hosszanti bőrredők húzódnak. Mellső lába úszóhártya nélküli, hátsó lábán úszóhártya található. Hátának színe változatos. Hasi oldala fehéres. A hímeknek kettős, feketés színű hanghólyagja van.

## Természetvédelmi helyzete
A vörös lista a nem fenyegetett fajok között tartja nyilván. Elterjedési területe nagy, populációja nagy számú, egyedszáma várhatóan nem fog gyorsan csökkenni. Ugyanakkor erdei élőhelye csökkenő tendenciát mutat   a mezőgazdaság, a fakitermelés, a szénégetés, az invázív eukaliptuszfajok terjeszkedése, a legeltetés és a lakott területek növekedése következtében. 